# Saxorior
Saxorior ist eine Melodic-Black-Metal-Band aus Pirna in der Sächsischen Schweiz. Der Name setzt sich aus „Saxon“ und „Warrior“ zusammen.

## Geschichte
Saxorior wurde im Januar 1994 von Matthias Eschrich, Kai–Uwe Schneider, Dirk David und Uwe Vogt gegründet. Schneider und Eschrich, die früher bereits in der DDR-Band „Titan“ zusammen spielten, produzierten im Juni das erste Demo-Tape The First Fight. Im selben Jahr wechselte Timo Pfeifer von „Corpsess“ als neuer Schlagzeuger zur Band. Neben mehreren Konzerten in der Region war Saxorior im November 1994 zu Gast in der Metalsendung „Six Pack“ mit Matthias Hopke auf Radio Energy. Im Frühjahr 1995 begann die Band mit den Studioaufnahmen zu ihrem ersten Album Return from the Dark Side. Die Veröffentlichung des Albums erfolgte aus technischen und finanziellen Gründen jedoch erst im November 1995.  Mit dem neuen Keyboarder Frank Nitzsche folgten Konzerte unter anderem mit Eminenz, Benediction und Iced Earth. Im August und September 1996 wurden die Lieder zur EP Beyond Conceptions als Eigenproduktion eingespielt, das Release-Konzert fand in Altenberg (Erzgebirge) mit den Bands Purgatory und Venena statt. Die Jahre 1997 und 1998 blieben Konzerten vorbehalten, unter anderem mit Eisregen, Dunkelgrafen und Enslaved. Zudem wurde neues Songmaterial erarbeitet. Im November 1998 erschien eines der neuen Lieder, Burning Stone, auf dem Sampler des G.U.C. Fanzines. Im Frühjahr des Jahres 1999 eröffnete Kai-Uwe Schneider sein Polygam-Tonstudio in Pirna. Im Mai/Juni 1999 wurde dort das Album Portent of Eternity aufgenommen und im August 1999 über das Independent-Label G.U.C. veröffentlicht.

## Stil
In den ersten Jahren spielten Saxorior ausschließlich englischsprachigen Melodic Black Metal, mit der dafür typischen Form des gutturalen Gesanges. Nach eigener Aussage sind „Leben und Tod, Universum, Entstehen und Vergehen Themen der Texte“. Die meisten Texte handeln von Schlachten, mit historischen als auch fantastischen Hintergründen. Die zwei aktuellsten Veröffentlichungen stellen deutschsprachige Konzeptalben dar, so thematisiert Völkerschlacht die Geschehnisse Anfang des 19. Jahrhunderts, insbesondere die gleichnamige Völkerschlacht bei Leipzig um 1813. Das aktuelle Album Saksen dreht sich textlich dagegen um die Geschichte der Altsachsen des Frühmittelalters ähnlich wie bereits Album Saxot aus dem Jahre 2001, das allerdings noch englischsprachig war. So fällt auf, dass die Band sich sowohl mit der Geschichte ihres Bundeslandes Sachsen als auch dem damit historisch nicht-identischen Siedlungsgebiet der Sachsen identifiziert. Durch die thematische Annäherung an mythologisch-heidnische Themen auf besagten Alben und die musikalische Ausrichtung sind die Grenzen zum Pagan Metal fließend, weshalb Saxorior auch diesem mittlerweile zugeordnet werden und auf Szenefestivals wie dem Dark Troll Festival auftreten.
„Geboten wird ein absolut gelungener Mix aus Black- und Pagan-Metal. Aggressive Hochgeschwindigkeits-Parts werden unterbrochen von getragenen Instrumental-Passagen [...]“ (Legacy 03/99; aus der Rezension zum Album Potent of Eternity)

## Diskografie
- 1994: The First Fight (CD; Demo in Eigenveröffentlichung)
- 1995: Return from the Dark Side (CD; Album in Eigenveröffentlichung)
- 1996: Beyond Conceptions (CD; EP in Eigenveröffentlichung)
- 1999: Potent of Eternity (CD; Album via G.U.C.)
- 2001: Saxot (CD; Album via G.U.C.)
- 2003: Von Rache und Schmerz (LP; Album via Fog of the Apocalypse Records)
- 2004: Never Ending Battles (CD; Album via Battlegod Productions)
- 2008: Völkerschlacht (CD/LP; Album via Battlegod Productions) Erschien in insgesamt 4 Versionen.
- 2015: Saksen (CD/LP; Album via Einheit Produktionen) Russland-Vertrieb durch Fono Ltd.
- 2019: Hem (CD/LP; Album via Einheit Produktionen)
- 2023: Die Heimat brennt (CD/10″-Vinyl; EP via Einheit Produktionen)